# Raquel Galvão
Raquel Galvão (Afogados da Ingazeira, 3 de fevereiro de 1987) é uma atriz e modelo brasileira. Como modelo, já fez parte do time da Ten Model e Mega Models, e atualmente é representada pela Joy Model Management, no Brasil, e Twenty Model, na África do Sul. Como atriz, interpretou papéis na série Aline e na novela A Favorita, ambas da Rede Globo.
Natural de Afogados da Ingazeira no sertão pernambucano, onde passou a infância e a adolescência, a modelo tem um único irmão.

## Carreira
Raquel Galvão iniciou sua carreira como modelo aos treze anos, quando decidiu fazer um curso de passarela, o qual a levou ao terceiro lugar num concurso de beleza local do interior pernambucano. Aos quinze, trocou sua cidade natal pela capital do estado — Recife.
Em 2005, aos dezoito anos, decidiu se mudar para São Paulo, convidada a fazer parte do casting da agência Ten Model Management, pela qual passou temporadas na Itália e na África do Sul. Em 2011, esteve em Portugal para trabalhos pela L’Agence. No Rio, fez parte do time da Mega Model.
Sua carreira de atriz teve início após participar da Oficina de Atores da Globo, de onde foi escolhida para viver, em 2008, a personagem Melissa, uma das “meninas” do bordel de Cilene (Elizângela) na novela A Favorita, da Rede Globo. Em 2009, foi novamente chamada para viver Lola na série Aline, da mesma emissora.
Depois da longa temporada de oito anos no Chile, atuando como modelo para a agência Elite, Raquel se radicou na Cidade do Cabo, África do Sul, onde continua atuando na moda.

## Cronologia
| Televisão | Televisão  | Televisão  | Televisão  |
| Ano       | Título     | Personagem | Emissora   |
| --------- | ---------- | ---------- | ---------- |
| 2009      | Aline      | Lola       | Rede Globo |
| 2008      | A Favorita | Melissa    | Rede Globo |